# Microbuthus
Genre
Microbuthus est un genre de scorpions de la famille des Buthidae.

## Distribution
Les espèces de ce genre se rencontrent en Afrique du Nord, en Afrique de l'Est et au Proche-Orient,.

## Liste des espèces
Selon The Scorpion Files (20/02/2024) :
- Microbuthus fagei Vachon, 1949
- Microbuthus flavorufus Lourenço & Duhem, 2007
- Microbuthus gardneri Lowe, 2010
- Microbuthus kristensenorum Lowe, 2010
- Microbuthus litoralis (Pavesi, 1885)
- Microbuthus maroccanus Lourenço, 2002
- Microbuthus saharicus Lourenço, 2023
- Microbuthus satyrus Lowe, Kovařík, Stockmann & Šťáhlavský, 2018

## Systématique et taxinomie
Ce genre a été décrit par Kraepelin en 1898 dans les Buthidae.

## Étymologie
Le nom de ce genre est créé à partir de « micro » du grec  signifiant petit.

## Publication originale
- Kraepelin, 1898 : « Die Skorpione Ost-Afrikas. » Thierwelt Ost-Afrikas und der Nachbargebiete, Wirbellose Thiere, Reimer, vol. 4, no 5, p. 1–5.